# Alba Maiolini
Alba Maiolini (* 15. Juli 1916 in Rom; † 1. März 2005 ebenda) war eine italienische Schauspielerin.
Maiolini gehörte zu den zahlreichen Darstellern, die im italienischen Kino als „Generici“ bzw. „Generiche“ bezeichnet wurden; sie waren also im Schauspielfach ausgebildete Kleindarsteller, die in zahllosen Rollen jedweder Art von Filmen mitwirkten, dabei aber selten in Vor- oder Abspann erwähnt wurden. Maiolini spielte ab 1959 bis 1991 regelmäßig solche Rollen; in etwa 230 Filmen konnte sie bislang identifiziert werden.
Sie war als Medusa in Kadmos – Tyrann von Theben, als Milva in Adua und ihre Gefährtinnen und als Sara in Die Hölle in der Stadt in frühen größeren Rollen zu sehen. Kleine Auftritte hatte sie u. a. in Die rechte und die linke Hand des Teufels als eine der Mormoninnen und in der Komödie Un sacco bello als Mutter Oberin. Unter Fans am bekanntesten ist ihre Rolle als Zombiefrau in Zombies unter Kannibalen.
Neben ihren filmischen Tätigkeit war Maiolini häufig für Radiosendungen aktiv und synchronisierte zahlreiche Werke.
Die Schauspielerinnen Claudia und Paola Majolini sind ihre Töchter.

## Filmografie (Auswahl)
- 1968: Tepepa (Tepepa)
- 1972: Un animale chiamato uomo
- 1982: Gunan – König der Barbaren (Gunan il guerriero)